# Grad (Grad)
Grad (Hongaars: Felsőlendva, Duits: Oberlindau) is een plaats in Slovenië en maakt deel uit van de gemeente Grad in de NUTS-3-regio Pomurska. De plaats telde 620 inwoners op 1 januari 2020.